# Kränge
Kränge – miejscowość (tätort) w Szwecji, w regionie administracyjnym (län) Östergötland, w gminie Linköping.
Według danych Szwedzkiego Urzędu Statystycznego liczba ludności wyniosła: 269 (31 grudnia 2015), 266 (31 grudnia 2018) i 267 (31 grudnia 2019).